# ژدنی
ژدنی (به مجاری:  Zsédeny) یک شهرداری در مجارستان است که در واش واقع شده‌است. ژدنی ۶٫۴۳ کیلومتر مربع مساحت و ۲۱۵ نفر جمعیت دارد.